# Casa Soler y Palet
La Casa Soler y Palet (en catalán y oficialmente Casa Soler i Palet) es un edificio arquitectónico del municipio de Tarrasa (provincia de Barcelona, España) incluido en el Patrimonio histórico de bien de interés cultural.

## Historia
La casa fue cedida por su propietario, político, historiador y mecenas cultural catalán Josep Soler i Palet (Tarrasa, 30 de julio de 1859 — Barcelona, 22 de noviembre de 1921), con destino a biblioteca pública, tal como figura en su testamento en poder de Josep Fontanals i Arata, notario de Barcelona, el 7 de abril de 1919. Soler i Palet falleció en noviembre de 1921 y el año siguiente, su esposa Elisea Casanovas contribuyó con la donación del legado al Municipio de Tarrasa. La Biblioteca-Museo se inauguró el 8 de julio de 1928, y cinco años después, se convirtió en una Biblioteca técnico-textil. Durante la revolución parte de los fondos integran la Biblioteca Popular en la Masía Freixa, mientras que la Soler i Palet ostenta los fondos bibliográficos municipales. A finales de los años 1930, la Biblioteca Técnico-textil pasó a ser del Instituto Industrial y la sala que ocupaba se dedicó al archivo histórico de la ciudad, con los fondos recogidos en el Museo Comarcal del conjunto monumental de las iglesias de San Pedro de Tarrasa.
Una vez disuelta la Biblioteca Popular, la Soler i Palet se reinauguraba en 1940. La expansión posterior fue progresiva en cada sección del centro. Asimismo se organizó de manera anual actos públicos. El centro cuenta con varios archivos publicados, en dos secciones, una de divulgación y la otra sobre investigación. La parte de museo fue incorporada al Museo de Arte, inaugurado en 1959 en el Castillo cartuja de Vallparadís, en calidad de depósito.

## Descripción del edificio
El edificio construido con muros de hormigón y piedra, está constituido por dos plantas de altura, el estresuelo, una primera planta con azotea en la parte anterior y patio posterior como prolongación de la planta. Inicialmente fue destinado a vivienda familiar y constituía una casa de notables dimensiones, aunque de estructura sencilla y decoración austera. La finca fue adaptada para biblioteca y museo, inaugurada en 1928 con estas funciones. En aquella ocasión se adaptó el piso, dejando los bajos para uso de la viuda de Soler i Palet.
En 1949 se aprobó un proyecto de ampliación de las salas de lectura, inauguradas el 30 de junio de 1951. Los bajos del edificio se adaptaron a depósitos de libros, archivo histórico, sala de exposiciones y sección local en 1959. Al mismo tiempo se instaló un surtidor de aire caliente en la vivienda. Por 1976 se volvió a reformar, el cual contó con nuevas instalaciones tanto en el sistema de calefacción como de iluminación.